# Індійсько-хорватські відносини
Індійсько-хорватські відносини (гінді भारत-क्रोएशियाई संबंध, хорв. indijsko-hrvatski odnosi) — історичні та поточні двосторонні відносини між Індією та Хорватією. 
Відносини між двома державами дуже добрі. Відзначається хороша співпраця на міжнародних форумах.

## Історія
Ще в XVI столітті хорватські моряки й купці з Рагузької республіки могли вступати в контакти з індійськими мешканцями Гоа.
Відносини між Індією та Хорватією склалися як дружні ще за часів комуністичної Югославії. Хорват маршал Тіто, який правив Югославією більш ніж три десятиліття, підтримував тісні стосунки з тодішнім індійським керівництвом. Тіто і Неру були також піонерами Руху неприєднання. У двосторонніх торговельних відносинах домінувала Хорватія, на яку припадало більш ніж дві третини торгівлі між Індією та колишньою Югославією. Це включало великомасштабні купівлі з боку Індії хорватських кораблів у 1970-х і 1980-х роках.
Після проголошення Хорватією незалежності від Югославії Індія офіційно визнала Хорватію у травні 1992 року, встановивши з нею дипломатичні відносини 9 липня 1992 року. Хорватія відкрила свою постійну місію в Нью-Делі в лютому 1995 року. Індійська місія в Загребі відкрилася 28 квітня 1996 року, підвищившись до рівня посольства в січні 1998 року.
У листопаді 2002 року Індію з державним візитом відвідав тодішній хорватський президент Степан Месич, а у березні 2019 року Хорватію з державним візитом відвідав індійський президент Рам Натх Ковінд.
У квітні 1992 року Індію відвідав  міністр закордонних справ Звонимир Шепарович, у квітні 1995 — заступник голови уряду і міністр закордонних справ Мате Гранич, у листопаді 1998 року — міністр економіки Ненад Поргес, у березні 1999 року — міністр культури Божо Бишкупич, у листопаді 2000 року віцепрем'єр-міністр Горан Гранич, у травні 2001 року — міністр закордонних справ Тоніно Піцула, а у вересні 2003 року — міністр туризму Паве Жупан-Рускович. У жовтні 2018 року з візитом в Індії перебувала віцепрем'єр-міністр і міністр закордонних справ Марія Пейчинович-Бурич. У червні 2010 року Хорватію відвідав колишній віце-президент Індії Хамід Ансарі, у вересні 1994 — індійський міністр торгівлі, у вересні 1997 року — перший заступник міністра торгівлі, у серпні 2003 — міністр судноплавства, у вересні 2003, у вересні 2007, лютому 2014 і квітні 2016 — перший заступник міністра закордонних справ, у жовтні 2003 — перший заступник міністра туризму й культури та парламентських справ, у лютому 2007 — міністр науки й техніки та наук про Землю, а в лютому 2017 — міністр торгівлі та промисловості.
У березні 1999 року в Індії з візитом перебував виконувач обов'язків голови парламенту Владимир Шекс, а в лютому 2008 — спікер Лука Бебич. У свою чергу, у липні 1997 та липні 2002 року Хорватію відвідували спікери Лок Сабха П. А. Сангма і Манохар Джоші відповідно.
1 листопада 2021 року на полях конференції COP26 у Глазго голова уряду Хорватії Андрей Пленкович зустрівся з прем'єр-міністром Індії Нарендрою Моді.
3 вересня 2021 року керівник індійського МЗС Субраманьям Джайшанкар здійснив перший в історії офіційний візит до Хорватії голови зовнішньополітичного відомства Індії. У Загребі він зустрівся з прем'єр-міністром Хорватії Пленковичем, обговоривши можливості подальшого розширення двосторонньої співпраці, в тому числі у фармацевтичній і цифровій галузі та інфраструктурі, а також «нагальні глобальні проблеми», включаючи ситуацію в Афганістані. Крім того, Джайшанкар зустрівся зі своїм хорватським колегою Горданом Грличем Радманом.

## Дипломатичні відносини
Хорватія представлена в Індії через своє посольство в Нью-Делі та консульства в Мумбаї та Колкаті. Індія представлена в Хорватії через своє посольство в Загребі.

## Двосторонні угоди
Посольство Індії в Хорватії наводить такий перелік угод і меморандумів про взаєморозуміння

### Угоди
- Угода про торговельно-економічне співробітництво (1994).
- Угода про морський транспорт (1997).
- Угода про співробітництво в галузі культури, науки і техніки, освіти і спорту (1999).
- Угода про співпрацю між Дипломатичною академією Міністерства закордонних справ Хорватії та Інститутом дипломатичної служби (FSI) Міністерства закордонних справ Індії (2000).
- Угода про повітряне сполучення (2000).
- Двостороння угода про захист інвестицій (2001).
- Угода про співробітництво у боротьбі з міжнародним незаконним обігом наркотичних засобів, тероризмом тощо (2001). Перше засідання Спільного комітету відбулося в Загребі 2004 року.
- Угода про сільськогосподарську кооперацію (2002).
- Угода про звільнення від візової вимоги власників дипломатичних та офіційних/службових паспортів (2007).
- Угода про співробітництво в галузі охорони здоров'я та медицини (червень 2010 р.).
- Угода про уникнення подвійного оподаткування та попередження ухилень від сплати податків щодо податків на доходи (підписана в лютому 2014 р.).

### Меморандуми про взаєморозуміння
- Меморандум про взаєморозуміння між Хорватським банком реконструкції та розвитку (HBOR) і Ексімбанком Індії (2000).
- Меморандум про взаєморозуміння між Export Credit & Guarantee Corporation of India Ltd. (ECGC) і Хорватським банком реконструкції та розвитку (HBOR (2002).
- Меморандум про співпрацю з інформаційних технологій: підписаний між Радою сприяння експорту електроніки й комп'ютерного програмного забезпечення Індії та Хорватським товариством інформаційних технологій (2004).
- Програма обміну в галузі культури на 2005—2007 (2005).
- Програма науково-технічного співробітництва на 2005—2008 рр. (2005).
- Програма освітнього обміну (2006).
- Програма співробітництва в галузі культури на 2010—2012 роки (червень 2010 р.).
- Меморандум про взаєморозуміння між Індійською радою з культурних відносин та Загребським університетом про створення кафедри гінді Індійської ради з культурних відносин на 2012—2019 рр. (підписаний 17 жовтня 2012 р.).